# Арбузово (Владимирская область)
Арбу́зово — село в Собинском районе Владимирской области России, входит в состав Асерховского сельского поселения.

## География
Село расположено в 7 км на восток от райцентра Собинки.

## История
Являясь дворцовым селом, оно великой княгиней Евдокией, супругой великого князя Димитрия Иоанновича Донского, с деревнями было пожаловано Владимирскому Рождественскому монастырю, во владении которого и оставалось до упразднения монастырских вотчин. Как видно из патриарших книг 1628 года в Арбузове была церковь Покрова Пречистой Богородицы. Эта же церковь Покрова Пресвятой Богородицы помечена существующей в Арбузове в 1746 году. Каменная церковь с колокольней в Арбузове построена и освящена в 1829 году. Престолов в этой церкви было три: в холодной во имя Пресвятой Троицы, в приделах теплых в честь Покрова Божьей Матери и святого великомученика Димитрия Селунского. Приход состоял из села Арбузова и 21 деревни. В Арбузове имелось народное училище, содержащееся на средства земства, учащихся ежегодно было более 50 человек.     
До революции село в составе Воршинской волости Владимирского уезда, с 1926 года — в составе Собинской волости. В 1926 году в селе было 18 дворов. 
С 1929 года село входило в состав Кадыевского сельсовета Собинского района Владимирского округа Ивановской Промышленной области, с 1936 года — в составе Ивановской области, с 1944 года — в составе Владимирской области, с 1954 года — в составе Вышмановского сельсовета, с 2005 года — в составе Асерховского сельского поселения.

## Население
| 1859 | 1905 | 1926 | 2002 | 2010 | 2021 |
| ---- | ---- | ---- | ---- | ---- | ---- |
| 70   | →70  | ↗130 | ↗149 | ↘146 | ↗214 |

## Достопримечательности
- В селе расположен Свято-Троицкий храм 1829 года[9]
- Арбузовский психоневрологический интернат.